# Dailymotion
A Dailymotion egy francia videómegosztó weboldal, ami a francia Vivendi médiakonglomerátum leányvállalata. A székhelyük Párizsban található, de 2005-ös alapítása óta nyílt irodája Londonban, San Franciscóban, Szingapúrban és Abidjanban is. Az oldal 2017-re elérte a havi 300 millió egyedi látogatót.
A Dailymotiont 2005 februárjában alapították. Az 50 legnagyobb eléréssel rendelkező webhelyek egyike. Például 2007-ben az oldalt több mint 37 millió felhasználó kereste fel (IP-címekkel is számolva), és több mint 1,3 milliárd oldalmegtekintést ért el.
2008 februárja óta a Dailymotion támogatja a HD 720p filmfelbontást. Ezzel a Dailymotion az első olyan platform, amely HD minőségben nyújt videókat. 2015 júniusában a Vivendi francia médiacsoport végül körülbelül 217 millióért megvásárolta a Dailymotiont.
A Dailymotion-nál a felhasználók kulcsszavak, témacsatornák vagy a felhasználók által létrehozott csoportok alapján kereshetnek a videók között. A felhasználók legfeljebb 2 gigabájt méretű és 60 perces videókat tölthetnek fel. A 3.5-ös Firefox verziótól böngésző további beépülő modulok nélkül is lejátszhatja a videókat.

## Cenzúra
A weboldal több országban is be volt tiltva, 2011 óta Kazahsztánban, 2014 óta Indiában, 2017 óta pedig Oroszországban nem elérhető a videómegosztó.